# Жан Дюнуа
Жан де Дюнуа (фр. Jean de Dunois; 23 листопада 1402 — 24 листопада 1468) — французький аристократ, військовик, учасник Сторічної війни.

## Життєпис

### Дитинство
Був позашлюбним сином герцога Людовика Орлеанського. Попервах називали Жаном Бастардом Орлеанським. Спочатку виховувався разом із своїм зведеним братом Карлом дружиною Людовика Орлеанського — Валентиною Вісконті.

### Сторічна війна
Жан проявив себе з відновленням Сторічної війни у 1415 році. 1416 року отримав Мортенське графство. У 1421 році стає сьєром Вальбоном. У 1422 році разом з дофіном Карлом втік до Бурже. У 1424 році отримує титул графа Мортена. 5 вересня 1427 році на чолі французьких військ Жан завдав поразки англійському військовику Томасу Монтегю, графу Солсбері при Монтаржи. За це отримує титул віконта де Сен-Совера.
У 1428 році брав участь у так званому «дні оселедців» — бою проти військ англійців на чолі із Джоном Талботом (він віз оселедці до англійського військового табору), в якій французи зазнали поразки, а Жана Бастарда було поранено. Того ж року очолив оборону Орлеана, яка складалася в цілому невдало для французів.
У 1429 році вітав прибуття до міста Жанни д'Арк. Згодом разом з нею брав участь у знятті облоги. 11 травня цього року супроводжував її до Лоша, де перебував дофін. Незабаром брав участь у так званній Луарській кампанії — дій по визволенню замків уздовж ріки луара. Того ж року був у складі військ, що штурмували Париж, але зазнали поразки.
Після загибелі д'Арк воював проти англійців у північній Франції. У 1430 році стає графом Перігорським. 20 лютого 1432 році захопив важливе місто Шартр. У 1436 році брав участь у вдалій облозі Парижу, після його захоплення деякий час воював у Нормандії. У 1439 році тепер вже король Карл VII дарує йому титул графа Дюнуа, який зберігся до кінця життя. 21 липня цього ж року призначається великим камергером. Тоді ж увійшов до королівської ради.
У 1440 році Дюнуа, невдоволений повільністю короля у викупі свого зведеного брата Карла, приєднався до учасників Прагерії (актикоролівські виступи місцевої аристократії). Втім зміг отримали помилування. Потім брав участь у захоплені міст Офлер, Галардон й Дьєпп. У 1443 році стає графом де Лонгвілем. У 1444 році стає генералом-лейтенатом. 15 квітня 1450 році перемогою при Форміньї звільняє Нормандію. Того ж року очлює Гієнську армію. До 1453 року повністю звільнив Гасконь та Гієнь від ворогів.

### Останні роки
Після смерті Карла VII у 1461 році невдовзі вступив у конфлікт з його спадкоємцем Людовиком XI. У 1465 році вступив до Лігу суспільного блага. Брав участь в облозі Парижа та перемовинах у Конфлані. Незабаром очолив Раду тридцяти шести (складалася з нобілів). Зрештою перейшов на бік Людовика XI. Помер 24 листопада 1468 року.

## Родина
1 Дружина — Марі (?—1426), донька Жана Луве, міністра фінансів та президента парламенту Прованса
Діти: не було.
2 Дружина — Марі (?—1464), донька Жака II д'Аркура, барона Монтгомері
Діти:
- Марі (1440—?)
- Жан (1444–1453)
- Франсуа (1447–1491), граф Дюнуа, Лонгвіль
- Катерина (1449–1501)